# Marianne Le Verge
Marianne Le Verge est une nageuse française née le 12 juin 1979 à Brest.
Elle est membre de l'équipe de France aux Jeux olympiques d'été de 1996 et médaillée de bronze du relais 4 × 100 m nage libre aux Jeux méditerranéens de 1997.
Elle a été championne de France de natation sur 100 mètres nage libre à l'été 1996, sur 50 mètres nage libre à l'été 1996.

## Anecdote
Elle participe, le 29 mars 2025, à la 22e émission du jeu télévisé 100% logique.